# Maggie Wheeler
Margaret Emily Wheeler, född 7 augusti 1961 i New York, är en amerikansk skådespelerska. Hon är mest känd som Janice i TV-serien Vänner. Hon hade också en liten roll i filmen Föräldrafällan från 1998 som lägerledare. Hon förekommer även som sjuksköterskan miss Spencer i tv-serien "Dr Howser" säsong 3 avsnitt 18.